# Siam Square
Siam Square (Thai: สยามสแควร์,

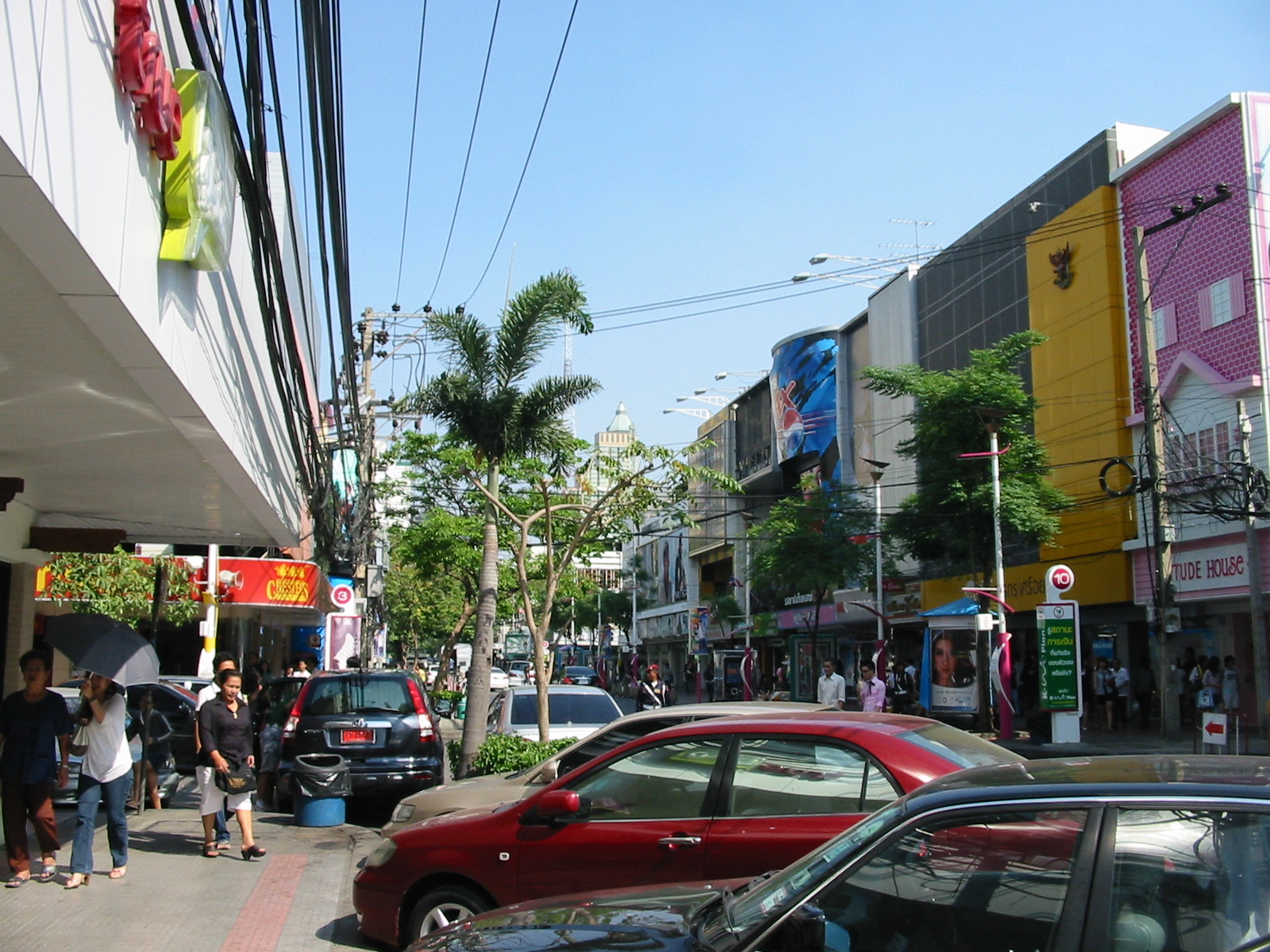
Siam Square

Aussprache: [sàʔjǎːm sàʔkʰwɛː]) ist ein Einkaufs- und Vergnügungsviertel in Bangkok, Thailand. Es befindet sich im Bezirk (Khet) Pathum Wan.
Siam Square beherbergt etliche sehr große Kaufhäuser und Einkaufsarkaden, die vollklimatisiert sind und von Angehörigen der einheimischen Mittelklasse sowie von Ausländern besucht werden. Die Waren werden zu Festpreisen angeboten, so dass sich ein Feilschen, wie es an anderen Orten in Thailand üblich ist, erübrigt. Innerhalb des Siam Square gibt es eine breite Palette an Geschäften und Dienstleistern, wie zum Beispiel Restaurants, Cafés, Designermode, Buchläden, Banken und Privatschulen. Im Zentralbereich des Siam Square befindet sich der so genannte Center Point, eine offene Anlage, auf der an Wochenenden meist Veranstaltungen stattfinden. Insbesondere Jugendliche kommen im Siam Square voll auf ihre Kosten, wo alle schicken und „hippen“ Angebote zu finden sind.
Nahegelegene und bequem erreichbare weitere Einkaufsmöglichkeiten sind beispielsweise Siam Center und Siam Discovery Center, MBK Center (über eine klimatisierte Fußgängerbrücke), Siam Paragon, Siam Square One und Siamscape.

## Geschichte
Die ersten Gebäude für den Siam Square wurden 1965 auf dem Gelände der Chulalongkorn-Universität errichtet. Ziel war es, der Universität durch die Vermietung von Geschäftsräumen eine weitere Einkommensquelle zu verschaffen. Wegen der Nähe zur Universität ging dieses Geschäftsmodell auf und die Bebauung wurde zügig erweitert.
In der Folgezeit entwickelten sich die gewöhnlichen Läden zu Geschäften mit einem breiten Angebot an Markenwaren aller Art. Dies veranlasste Investoren, andere Geschäftszweige, wie Hotels, Einkaufszentren und Restaurants zu errichten.
Gegenwärtig ist Siam Square eine der beliebtesten Einkaufsgegenden in Bangkok, insbesondere für Teenager und Touristen.

## Lage
Siam Square liegt im Bezirk Pathum Wan und wird von den Straßen Henri Dunant, Rama I. und Phaya Thai begrenzt. Auf der gegenüberliegenden Seite der Rama I Road liegt das Siam Center mit Siam Discovery sowie das Siam Paragon, die über die BTS-Station Siam und über eine offene Fußgängerbrücke zu erreichen sind. Auf der gegenüberliegenden Seite der Phaya Thai Road liegt das MBK Center, das von Siamscape im Siam Square über eine geschlossene und klimatisierte Fußgängerbrücke betreten werden kann. Parkmöglichkeiten befinden sich im Haus und kosten den in Bangkok üblichen Tarif. Die Parkhäuser rund um den Siam Square sind jedoch, besonders an Wochenenden und Feiertagen, chronisch überfüllt und verstopft.

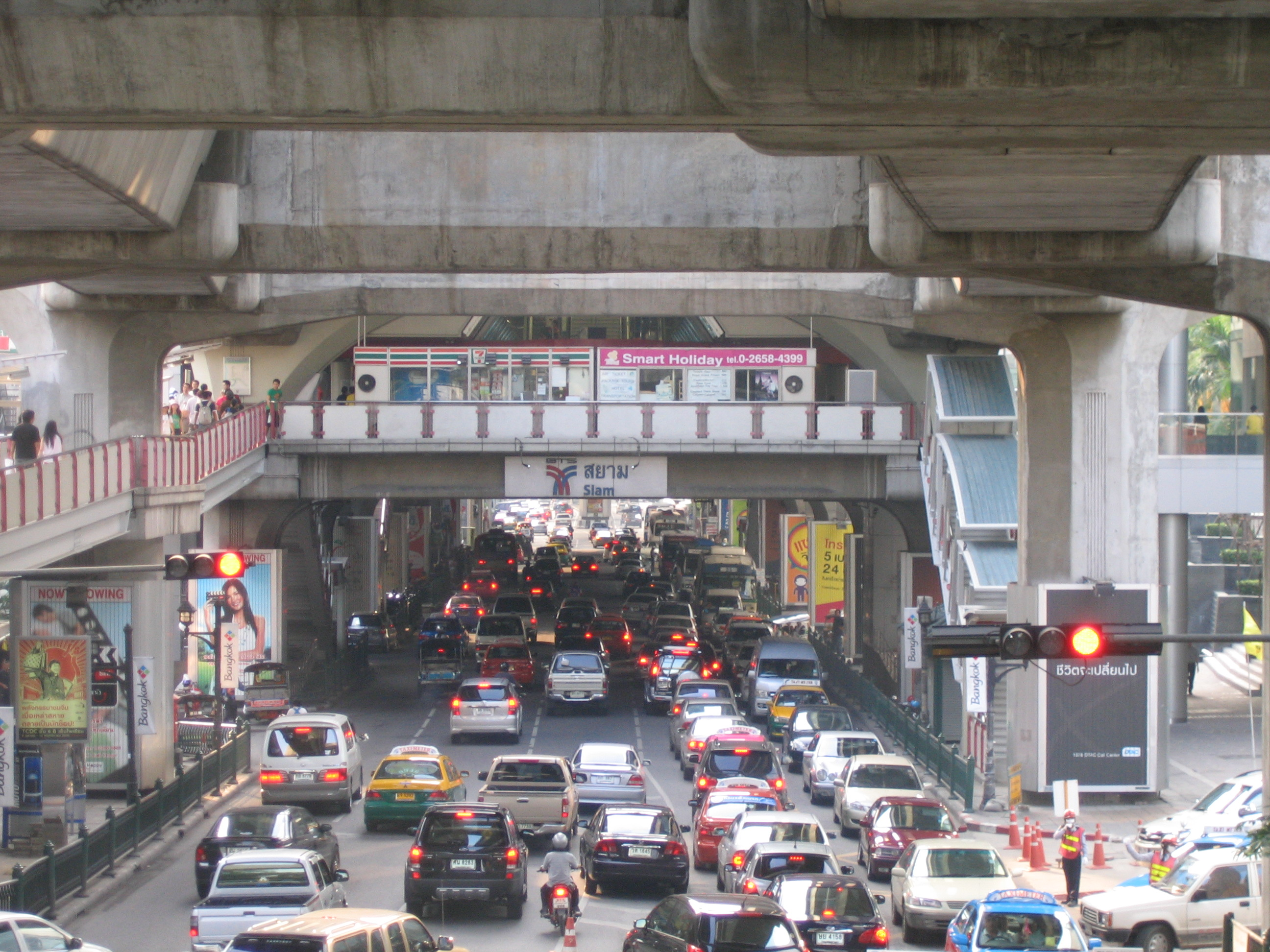
Siam Skytrain-Station am Siam Square

## Verkehrsanbindung
- BTS-Skytrain: Station Siam
- Bus: Haltestellen Siam Square und MBK Center

## Geschäfte und Dienstleistungen

### Geschäfte

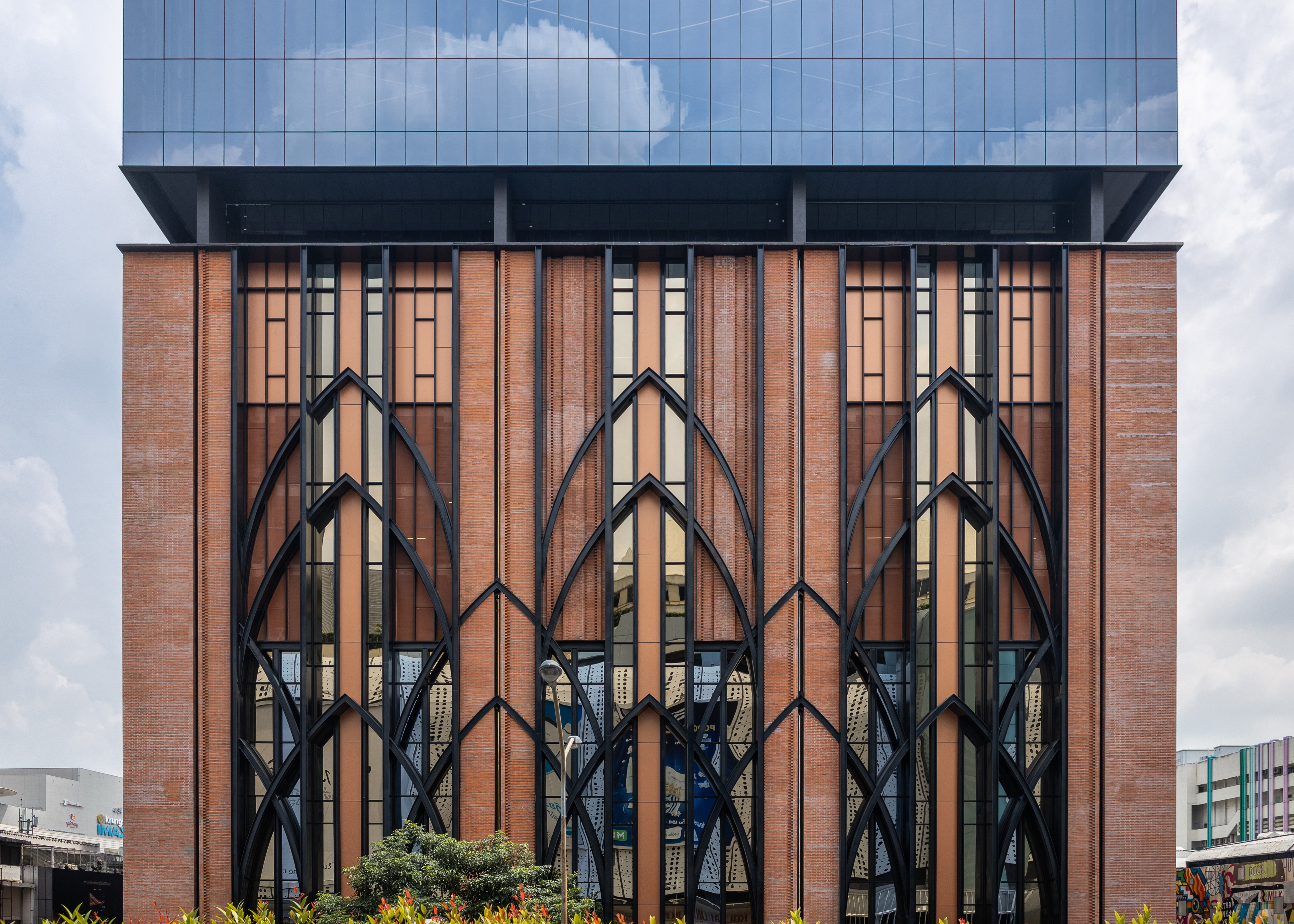
Das Mixed-use Gebäude "Siamscape"

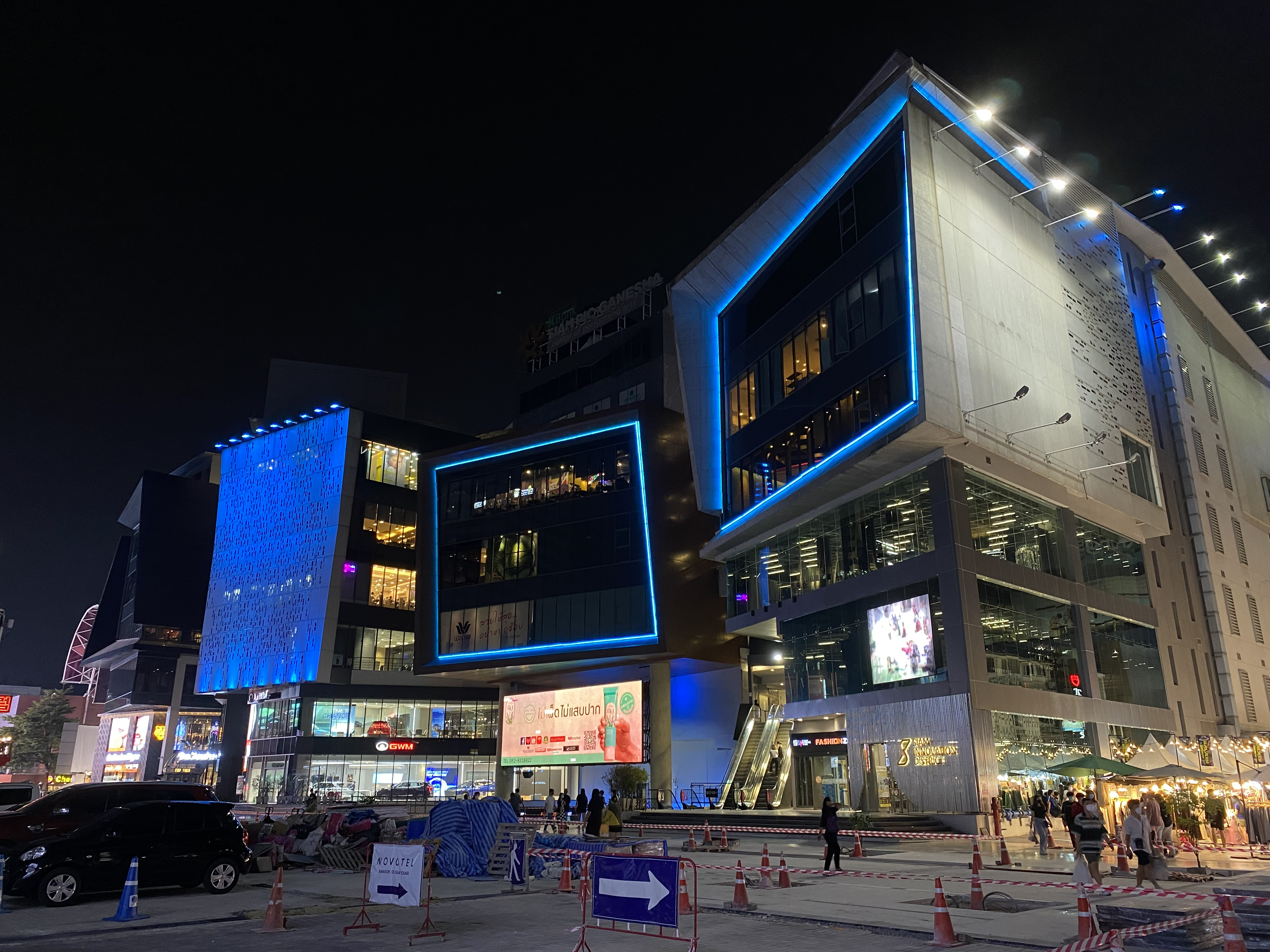
Das Einkaufszentrum "Siam Square One"

Siam Square ist eine Kombination aus vielen verschiedenen Einrichtungen, wie Kinos, Restaurants, Modegeschäften, Schönheitskliniken, Drogerien oder sowie Nachhilfeschulen. Hier gibt es alles, und es ist auch mit anderen beliebten Orten verbunden, die leicht über den Skywalk erreicht werden können. Siam Square ist daher das Zentrum für Shopping und Unterhaltung in Bangkok.
Siamscape ist ein Mixed-use Gebäude, das Bereiche für Lernerfahrungen, Bildung, Büroräume und Einzelhandel umfasst, unter dem Konzept ‘Lebenslanges Lernen’.

### Kinos

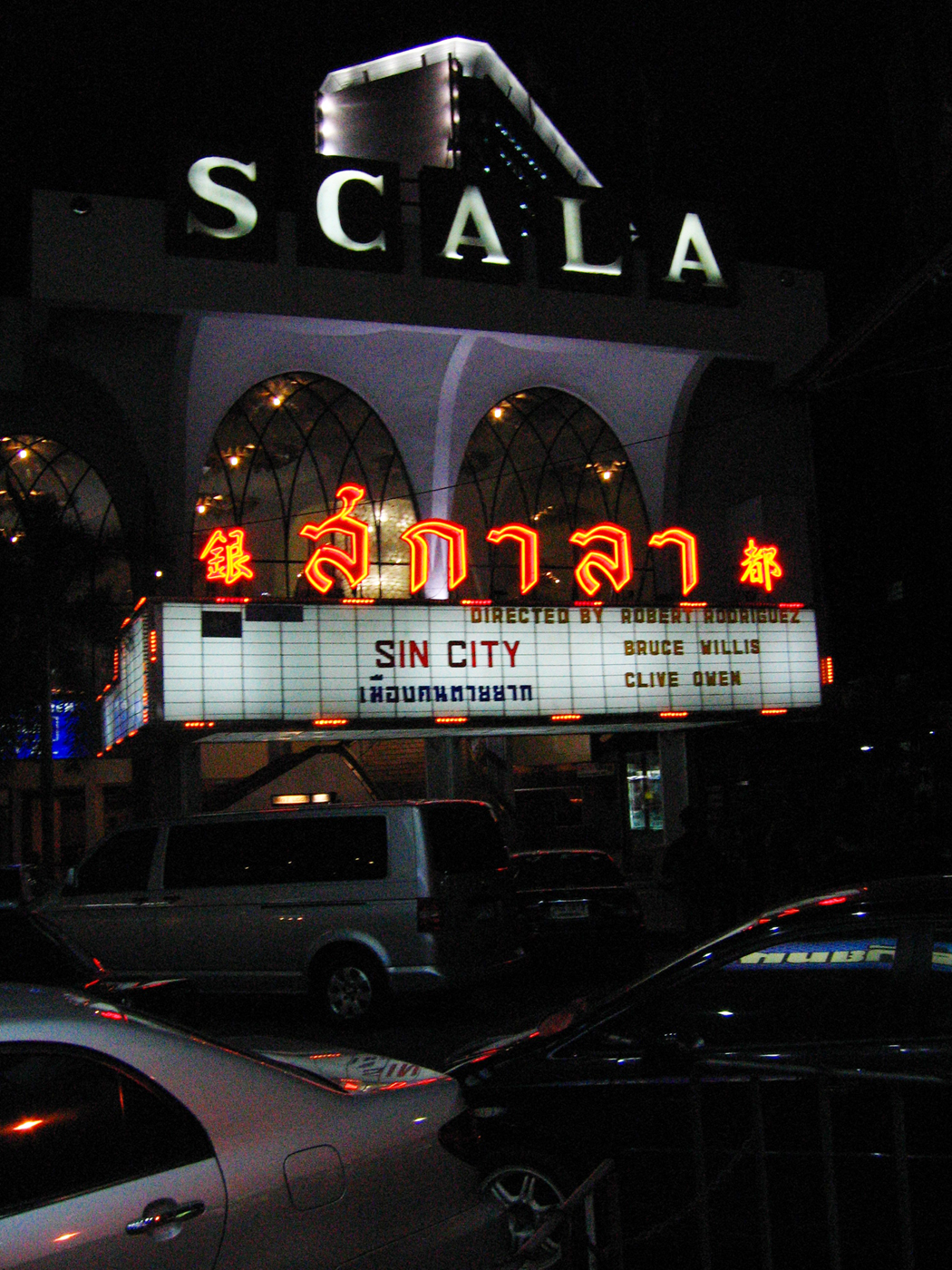
Das Kino Scala

- Scala (1967 errichtet, mit Empfangshalle im Art-déco-Stil), mit etwa 900 Plätzen und das älteste Kino in Bangkok mit nur einer Leinwand. Das Kino Scala wurde 2020 abgerissen. Derzeit wird ein neues Einkaufszentrum gebaut.
- Lido, ein älteres Multiplex-Kino mit drei Sälen; hier werden oft ausländische und Independentfilme gezeigt, die man sonst in Thailand nicht zu sehen bekommt. Es soll nach Plänen der Chulalongkorn-Universität, der das Grundstück gehört, geschlossen werden, um einem weiteren Einkaufszentrum Platz zu machen.[1]
- Siam, ein Kino aus den Siebzigerjahren, wurde während der Unruhen der „Rothemden“ im Mai 2010 abgebrannt und nicht wiederaufgebaut.

### Restaurants
- Scala – Restaurant mit chinesischer Küche im Erdgeschoss des gleichnamigen Kinos
- S & P – thailändische und internationale Gerichte
- See Fah – thailändische Gerichte
- Coca – die erste Restaurantkette für Thai-Suki
- MK – eine populäre Thai-Suki-Restaurantkette
- Vanilla – Restaurant mit italienischer Küche und Geschenkeverkauf
- Hard Rock Cafe – populärer Touristentreffpunkt in Bangkok

### Privatschulen
Im Siam Square befinden sich zahlreiche Privatschulen, meist für den Nachhilfeunterricht und auf bestimmte Fächer spezialisiert, unter ihnen sind zu nennen
- Access – Englischunterricht
- Anapco – Mathematik, Physik, Chemie, Englisch, Thai, Sozialkunde
- ANS – Mathematik, Physik, Chemie, Englisch, Thai, Sozialkunde
- Applied Physics – Physik
- Au Center – Chemie
- CSC – Mathematik, Physik, Chemie, Englisch, Thai, Sozialkunde
- Davance – Thai, Sozialkunde
- Ent'Concept – Englischunterricht mit Musik
- GET – Mathematik, Physik, Chemie, Englisch, Thai, Sozialkunde
- Jia – Mathematik
- The Brain – Mathematik